# Heinrich-Schliemann-Medaille
Die Heinrich-Schliemann-Medaille wurde 1990 vom Kreistag Waren anlässlich des 100. Todestages von Heinrich Schliemann, deutscher Kaufmann und Pionier der Feldarchäologie, gestiftet.
Sie wurde jährlich für bedeutende kulturelle Leistungen im Landkreis Müritz (Land Mecklenburg-Vorpommern) (aufgelöst 2011) verliehen, zuletzt 2011. 
Nachdem der Kreistag des Nachfolgekreises Mecklenburgische Seenplatte die Medaille 2014 einstellte, wird sie seit 2015 von der Heinrich-Schliemann-Gesellschaft verliehen.

## Form und Beschaffenheit der Medaille

### Bis 2011
Die Heinrich-Schliemann-Medaille, entworfen von dem Grafiker und Stecher Gerhard Stauf, zeigt auf der Vorderseite erhaben das Porträt von Heinrich Schliemann mit der Unterschrift „Heinrich Schliemann 1822–1890“ und auf der Rückseite das Elternhaus Schliemanns, das Pfarrhaus in Ankershagen (jetzt Heinrich-Schliemann-Museum), darüber die Inschrift „Landkreis Müritz“ und darunter „Heinrich-Schliemann-Museum Ankershagen“.

### Ab 2015
Die neue Medaille wurde von dem Greifswalder Bildhauer Heinrich Zenichowski entworfen.

## Verleihungsregeln

### Bis 2011
Die Heinrich-Schliemann-Medaille kann sowohl an natürliche als auch an juristische Personen verliehen werden, deren Wohnsitz sich auch außerhalb des Landkreises Müritz befinden kann. Vorschlagsberechtigt sind der Landrat, der Kreistagspräsident, die Fraktionen und Ausschüsse des Kreistages, die Städte und Gemeinden des Landkreises. Vorschläge können weiterhin von der Heinrich-Schliemann-Gesellschaft sowie von allen im Landkreis wirkenden kulturellen Vereinen eingereicht werden. Die Vorschläge zur Verleihung der Heinrich-Schliemann-Medaille werden vom Kulturausschuss geprüft. Der Kulturausschuss gibt eine Empfehlung an den Kreisausschuss, der dann über die Vergabe der Medaille entscheidet. 
Die Verleihung der Heinrich-Schliemann-Medaille erfolgte in würdiger Form auf dem Jahresempfang des Landkreises durch den Landrat und den Kreistagspräsidenten.

## Preisträger
- 1990[3] Gerhard Stauf[2], Rainer Hilse (Heinrich-Schliemann-Gesellschaft), Georgios Stylianos Korres, G. Mahr, Johannes Irmscher, Joachim Herrmann, Landessuperintendent Rüdiger Timm, Wilfried Bölke, Bocksee, Leiter des Heinrich-Schliemann-Museums, Eberhard Wilzki, Peter Heene, Waren, Clubgemeinschaft H. Schliemann, Neubukow
- 1991 Johannes Buruck und Frank Philipp (Kreismusikschule Waren)
- 1992 Herr Karstens, Herr Rahn, Herr Köhn
- 1993 Sieghard Dittner (Maler und Grafiker), Sven Domann (Bildhauer und Maler)[4]
- 1994 Walther Preik (Bildhauer), Werner Schinko (Maler, Grafiker und Buchillustrator)
- 1995 Herbert Schützler (Vorsitzender des Musikvereins Waren)
- 1996 Plattdeutscher Verein Malchow e. V
- 1997 Bertold Meyer, Scheune Bollewick
- 1998 Jost Reinhold (Jost Reinhold-Stiftung)[5]
- 1999 Dorothee Rätsch (Bildhauerin und Grafikerin),[6] (für das Konzept und den Aufbau des Slawendorfes in Passentin als Lern- und Erlebnisort), Ehepaar Schmalisch, Büdnerei Lehsten
- 2000 Wolfgang Köpp (Schriftsteller)
- 2001 Wera Bollmann (Autorin, Historikerin)
- 2002 Siegfried Heuer
- 2003 Werner Freise
- 2004 Freiherr Helmuth von Maltzahn, Freifrau Angelika von Maltzahn (für die Wiederherstellung von Schloss Ulrichshusen)
- 2005 Friedrich Drese (Leiter des Mecklenburgischen Orgelmuseums in Malchow), Gerhard Pohlan (Heinrich-Schliemann-Gesellschaft)[7]
- 2006 Klaus Hennings
- 2007 Männerchor Penzlin[8]
- 2008 Pastor Leif Rother
- 2009 Förderverein Alte Burg Penzlin e. V.
- 2010 Helga Böge, Waren (Müritz), Aktivistin der Plattdeutschen Sprache für ihr Lebenswerk.
- 2011 Heinrich-Schliemann-Gesellschaft Ankershagen e.V. und Franz-Ulrich Poppe
- 2015 Wout Arentzen (Schliemann-Forscher), Sybille Galka (Schatzmeisterin der Schliemann-Gesellschaft), Reinhard Witte (Museumsleiter, Schliemann-Forscher)[9]
- 2016 David Traill (Klassischer Philologe, Schliemann-Forscher)[10]